# Psychrolutes microporos
Psychrolutes microporos és una espècie de peix de la família Psychrolutidae que viu en les aigües de Nova Zelanda i l'est d'Austràlia. Viu en aigües profundes, més o menys a uns 1.000 metres de profunditat.